# Adolphus Hailstork

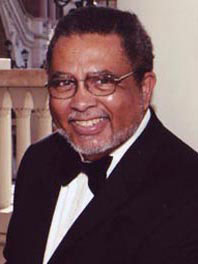
Adolphus Hailstork

Adolphus Cunningham Hailstork III (* 17. April 1941 in Rochester/New York) ist ein US-amerikanischer Komponist und Musikpädagoge.
Hailstork wuchs in Albany auf, wo er im Kirchenchor sang, Violin-, Klavier- und Orgelunterricht hatte. Ab 1959 studierte er an der Howard University bei Mark Fax und Warner Lawson. Er setzte seine Ausbildung an der Manhattan School of Music bei Ludmila Ulehla, Nicolas Flagello, Vittorio Giannini und David Diamond fort. Von 1966 bis 1968 diente er bei den U. S. Armed Forces in Deutschland.
Nach seiner Rückkehr in die USA erlangte Hailstork an der Michigan State University 1971 den Doktorgrad. 1971 wurde er Professor für Musik an der Youngstown State University. Beim Black Music Symposium in Minneapolis 1975 wurde unter Leitung von Paul Freeman seine Komposition Celebration! aufgeführt. 1977 wurde er Professor an der Norfolk State University. 1977 entstand Epitaph For A Man Who Dreamed, In Memoriam: Dr. Martin Luther King, Jr. (1929–1968).
Hailstorks erste Sinfonie entstand 1988 und wurde im gleichen Jahr unter seiner Leitung uraufgeführt. 1999 folgte die Uraufführung seiner zweiten Sinfonie mit dem Detroit Symphony Orchestra. Im gleichen Jahr fand die Uraufführung seiner Oper Joshua's Boat an der Oper von St. Louis und der Kansas City Lyric Opera statt. Seit 2000 unterrichtet er Orchestration, Kontrapunkt und Komposition an der Old Dominion University, wo er 2001 den Eminent Scholar Award erhielt.
2023 wurde er zum Mitglied der American Academy of Arts and Letters gewählt.

## Werke
- Werke für Orchester und für Band
  - …And Deliver Us From Evil für Band
  - American Guernica für Band und Klavier
  - An American Fanfare
  - An American Port of Call für Orchester
  - Baroque Suite für Streichorchester und Cembalo
  - Break Forth für Chor und Orchester
  - Celebration
  - Church Street Serenade für Streichorchester
  - Epitaph (in Memoriam M.L.K., Jr.) für Orchester
  - Fanfare on Amazing Grace für Bläserquintett, Pauken und Orgel
  - Festival Music für Orchester
  - Intrada für Sinfonieorchester
  - My Lord, What a Mourning für Orchester
  - Norfolk Pride für Band
  - Out of the Depths für Band
  - Piano Concerto für Klavier und Orchester
  - Queen Ceremonial Fanfare für sinfonische Bläser
  - Sonata da Chiesa für Streichorchester
  - Sonata für Trompete oder Klarinette und Streichorchester
  - Starburst Fanfare für sinfonische Bläser
  - Symphony No. 1 für Orchester
  - Symphony No. 2 für Orchester
  - Symphony No. 3 für Orchester
  - Three Spirituals für Orchester
  - Two Romances für Viola und Kammerorchester
  - Violin Concerto für Violine und Orchester
- Werke für Kammerensemble und Soloinstrumente
  - A Simple Caprice für Klarinette und Klavier
  - American Landscape
  - American Landscape No. 2 für Violine und Cello
  - Arabesques für Flöte und Perkussion
  - As Falling Leaves für Flöte, Viola und Harfe
  - Bagatelles for Brass für zwei Trompeten und zwei Posaunen
  - Baroque Suite für Violine und Cembalo
  - Bassoon Set für Solofagott
  - Consort Piece für gemischtes Septett
  - Crystal für Klarinette und Harfe
  - Divertimento für Violine und Viola
  - Essay für Streicher
  - Fanfares and Waltzes für Gitarre
  - Flute Set für Flöte solo
  - Four Lyric Pieces für Viola und Klavier
  - Lachrymosa: 1919 für zwei Klarinetten, zwei Fagotte und Streicher
  - Little Diversions for Lord Byron's Court für zwei Violinen
  - Music for Ten Players
  - Piano Trio
  - Sanctum Rhapsody für Viola und Klavier
  - Sonata für Trompete oder Klarinette und Klavier oder Streichquartett
  - Sonata für Trompete und Klavier
  - Sonatina für Flöte und Klavier
  - Songs of the Magi für Oboe und Streichquartett
  - Spiritual for Brass
  - String Quartet No. 1
  - Three Preludes für Gitarre
  - Three Smiles for Tracy für Soloklarinette
  - Two Impromptus für Harfe
  - Two Romances für Viola und Kammerensemble
  - Variations für zwei Flöten, Violine und Harfe
  - Variations für Trompete
  - Variations on a Guyanese Folksong für Violine oder Viola und Klavier
  - Violin Sonata für Violine und Klavier
  - Violin Suite für Violine und Klavier
- Klavier- und Orgelwerke
  - Adagio and Fugue in F minor für Orgel
  - Eight Variations on „Shalom Haverim“ für Klavier
  - Five Friends für Klavier
  - Five Spirituals für Orgel
  - Four Spirituals für Orgel
  - Guest Suite für Klavier zu vier Händen
  - Ignig Fatuus für Klavier
  - Piano Sonata No. 1
  - Piano Sonata No. 2
  - Piano Sonata No. 3
  - Prelude and March in F für Orgel
  - Prelude and Postlude on „Bring Many Names“ für Orgel
  - Prelude and Postlude on „Hashivenu“ für Orgel
  - Prelude and Postlude on „Shalom Havayreem“ für Orgel
  - Prelude and Scherzo on „Winchester New“ für Orgel
  - Prelude on „Kum Ba Ya“ für Orgel
  - Prelude on „Veni Emmanuel“ für Orgel
  - Toccata on „Veni Emmanuel“ für Orgel
  - Trio Sonata für Klavier
  - Two Scherzos für Klavier
- Opern
  - Joshua's Boots, Oper in einem Akt, Libretto Susan Kander
  - Paul Laurence Dunbar: Common Ground, Opern-Theaterstück
  - Rise for Freedom The John P. Parker Story, Familienoper
- Chor- und Vokalwerke
  - A Carol for All Children für gemischten Chor
  - A Christmas Canticle für gemischten Chor
  - A Kwanzaa Litany für gemischten Chor und Perkussion
  - Arise My Beloved für gemischten Chor und Klavier
  - Break Forth für gemischten Chor, zwei Trompeten, zwei Posaunen, Orgel und Pauken
  - Cease Sorrows Now für gemischten Chor
  - Crucifixion, „He Never Said a Mumblin’ Word“ für gemischten Chor
  - Done Made My Vow für Erzähler, Solisten, gemischten Chor und Orchester
  - EarthRise (A Song of Healing) für zwei Chöre und Instrumentalensemble
  - Five Short Choral Works
  - Four Spirituals für zwei Soprane, gemischten Chor und Orchester
  - Go Down, Moses für Bass solo und Chor
  - I Am Only One für begleiteten Chor
  - I Will Lift Up Mine Eyes Kantate
  - I Will Sing of Life für gemischten Chor
  - I'll Trust in the Lord and Do the Best I Can für Solostimme und Chor
  - Little David Play on yo' Harp, Spiritual
  - Look to This Day für gemischten Chor und Orgel
  - Missa Brevis für Männerchor
  - Motherless Child für gemischten Chor
  - My Lord, What a Moanin'  für gemischten Chor
  - O Praise the Lord für gemischten Chor
  - Ride On King Jesus, Spiritual
  - Serenade „To Hearts Which Near Each Other Move“ für Chor und Instrumentalensemble
  - Set Me as a Seal Upon Thine Heart für gemischten Chor
  - Seven Songs of the Rubaiyat für gemischten Chor
  - Shout for Joy The Bank Street Festival Anthem für Chor, drei Trompeten, drei Posaunen und Pauken
  - Songs of Innocence für drei Solisten, Chor und Orchester
  - Songs of Isaiah für gemischten Chor und Klavier oder Orchester
  - The Cloths of Heaven für gemischten Chor
  - The Lamb für gemischten Chor
  - The Song of Deborah für gemischten Chor
  - They That Wait on the Lord
  - Triumph in My Song für gemischten Chor
  - Wade in de Wadduh, Spiritual
  - Wake Up, My Spirit für gemischten Chor und Klavier
  - Whitman's Journey für Bariton und Instrumentalensemble
  - Ye Shall Have für begleiteten Chor